# 현대 엑스터

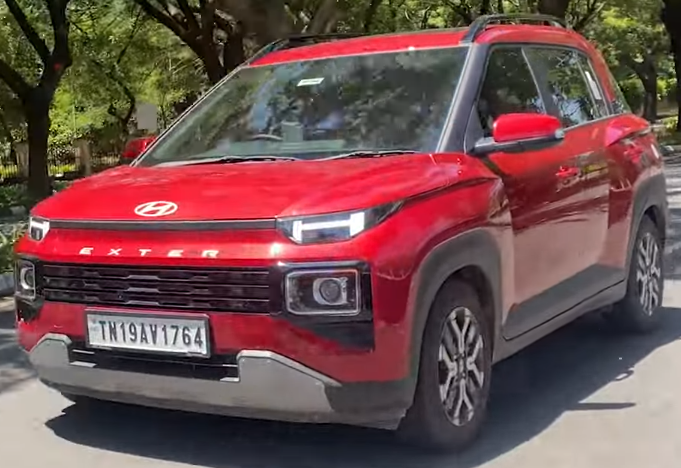
현대 엑스터

현대 엑스터는 현대자동차의 인도 시장용 모델이며 기존 캐스퍼을 기반으로 한 차량이다.

## 역대 슬로건
- Think outside. Think EXTER. (엑스터)

## 관련 차종
- 현대 캐스퍼